# Древняк малий
Древня́к малий (Blythipicus rubiginosus) — вид дятлоподібних птахів родини дятлових (Picidae). Мешкає в Південно-Східній Азії.

## Опис
Довжина птаха становить 23-24 см, вага 64-92 г. У самців голова темно-оливково-коричнева, лоб дещо світліший. Шия і потилиця з боків малиново-червоні, іноді окремі пера на щоках також червоні. Спина, надхвістя і верхні покривні пера хвоста коричневі з темно-іржасто-коричневим відтінком, пера на них біля основи мають 1-2 нечіткі смуги. Верхні покривні пера крил тьмяно-червонувато-коричневі, на кінці вони амають темні стрілоподібні плями. Крила темно-коричневі, пера на них мають темно-червонуваті краї і вузькі, нечіткі, білувато-охристі смуги. Хвіст короткий, стернові пера темно-коричневі, також поцятковані нечіткими світлими смугами. Горло тьмяно-коричневе, нижня частина тіла рівномірно темно-чорнувато-коричнева або чорнувата, пера на грудях іноді мають червоні кінчики. Нижня сторона крил темно-коричнева, нижні покривні пера хвоста світліші за верхню сторону хвоста. Дзьоб довгий, прямий, долотоподібний, блідо-жовтуватий або роговий, біля основи зеленувато-жовтий. Райдужки темно-червоні або червонувато-карі, у молодих птахів карі. Лапи сірі або чорнуваті. У самиць малинові плями на голові і шиї відсутні, дзьоб у них коротший.

## Поширення і екологія
Малі древняки мешкають на Малайському півострові (на південь від південної М'янми і південного Таїланду), на Суматрі і Калімантані. Вони живуть у вологих рівнинних і гірських тропічних лісах з густим підліском, у вторинних лісах і бамбукових заростях та на каучукових плантаціях. Зустрічаються поодинці або парами, переважно в рівнинних районах, в Таїланді місцями на висоті до 900 м над рівнем моря, на Суматрі і Калімантані на висоті до 2200 м над рівнем моря. Живляться личинками жуків та інших комах, яких вони шукають серед гнилої деревини, на висоті кількох метрів над землею. Сезон розмноження у малих древняків в Малайзії триває з грудня по травень, на Калімантані до січня. Гніздяться в дуплах дерев.